# Sirai Júszuke
Sirai Júszuke (japánul: 白井悠介, Hepburn-átírással: Shirai Yūsuke) (Szaku, Nagano prefektúra, 1986. január 16. –) japán szeijú, az Early Wing ügynökség menedzseli.

## Karrier
Két testvére van, egy bátyja és egy öccse, akikkel nagyon jó a kapcsolata, olyannyira, hogy végül a bátyja hatására döntött a szeijú szakma mellett. Bár mindig is szerette nézni az animéket, akkor határozta el magát végleg a pálya mellett, mikor a bátyja elmesélte, hogy ő is szeijú szeretne lenni.
Első főszerepét a 2015 januárjában indult Binan Kókó csikjú bóei-bu LOVE! című animében kapta meg, amit Takamacu Sindzsi rendezett. A sorozattal egy időben futott a Batonama című háttérműsor, amit a másik négy  főszereplőt játszó szejúval közösen vezetett. A műsor nem állt le a sorozat végével, bizonyos időközönként visszatér. 
Játékokban, Drama CD-kben és animékben is szerepelt. Ő kapta meg a Divine Gate egyik karakterét, Percivalt, a népszerű, idolokról szóló játék, az Idolish 7 egyik vezető karakterének adja a hangját, szerepel az Idolm@ster SideM szériában, illetve az Ai ♥ Chuu elnevezésű játékban. A sorozatokhoz kapcsolódó élő rendezvényeken is sokat szerepel, ahol a színjátszás mellett énekhangját is megmutathatja a közönségnek. 
Rádiós személyiségként is tevékenykedik, 2013 és 2015 között a RADIO N WING-ben volt hallható, 201. nyarán ő vette át a két hónapos rádió vezetését, tavaly ősz óta pedig a Radio X-et vezeti Vasizaki Takesivel.

## Főbb szerepei
- Arcana Famiglia:  Giorgio
- Binan Kókó csikjú bóei-bu LOVE!: Naruko Io
- Eikoku Tantei Mysteria 2: William H. Watson
- Diabolik Lovers More, Blood: Lux
- Divine Gate: Percival
- Idolish 7: Nikaido Yamato
- Idolm@ster SideM: Wakazato	Haruna
- Szoredemo szekai va ucukusii: Minor Rani Theus
- Tonari no kaibucu-kun: Terashima
- Witch Craft Works: Obama